# Eracle (Euripide)
Eracle, o Eracle furente (in greco antico: Ἡρακλῆς μαινόμενος?, Hēraklês mainómenos), è una tragedia di Euripide. Fu scritta e rappresentata probabilmente tra il 423 ed il 420 a.C., ma la datazione non è certa.

## Trama
Eracle, impegnato nella sua ultima fatica con Cerbero, è assente da casa e Lico ne approfitta per usurpare il trono di Tebe. A nulla valgono i lamenti dei Tebani, interpretati dal coro, perché l'usurpatore minaccia di togliere la vita a Megara, moglie di Eracle, e ai suoi figli, nonché al vecchio padre Anfitrione: la scena si svolge intorno all'altare di Zeus dove la famiglia dell'eroe implora per la salvezza. Quando ogni speranza sembra perduta ed i bambini sono già vestiti con i paramenti funebri, giunge Eracle che ha portato Teseo fuori dagli inferi nel corso della lotta contro il cane infernale: accecato dall'ira, uccide Lico. Ma Era, nemica giurata di Eracle, invia Iris, la sua messaggera, e Lissa, la personificazione della Rabbia, con uno scopo: fare impazzire Eracle per costringerlo ad uccidere i suoi stessi figli. Lissa tenta di convincere Iris dell'ingiustizia che compirebbe nell'indurre l'eroe alla follia, ma la volontà di Era non può essere disattesa. Un messo giunge in scena per raccontare dell'eccidio compiuto da Eracle: credendo i suoi figli la progenie di Euristeo, che gli aveva imposto le fatiche, li uccide senza pietà insieme alla moglie Megara. Atena giunge in tempo per salvare solo Anfitrione, fermando Eracle con un masso lanciatogli in petto: successivamente viene legato e, al suo risveglio, si ritrova incatenato alle colonne del suo palazzo, in preda all'amnesia. Anfitrione gli mostra i cadaveri dei familiari e gli svela che è lui stesso l'artefice dello scempio: Eracle, in preda allo sconforto, medita il suicidio. A salvarlo dal suo intento sarà Teseo, giunto a Tebe dopo essere venuto a conoscenza delle minacce di Lico nei confronti di Megara e dei figli dell'amico: Eracle accetta la richiesta di purificazione di Teseo, convincendosi che la sua più grande prova sarà proprio la sopportazione della vita con la cognizione del misfatto compiuto.

## Film ispirati alla tragedia
Molti film furono fatti sul personaggio di Eracle, ma solo due si avvicinano alla vicenda del tentato attentato all'eroe, mentre questi compiva la fatica della cattura di Cerbero.
- Gli amori di Ercole, regia di Carlo Ludovico Bragaglia (1960).
- La vendetta di Ercole, regia di Vittorio Cottafavi (1960).
- Hercules - Il guerriero, regia di  Brett Ratner (2014).